# Charles Muhire
Charles Muhire est un officier de l'armée de l'air rwandaise qui était chef d'état-major de l'armée de l'air avant d'être arrêté en avril 2010.

## Biographie
Muhire est né en 1958 à Byumba, au Rwanda. Il étudie à l'hôpital universitaire Mulago en Ouganda, où il obtient en 1979 un diplôme supérieur en orthopédie et traumatologie. Il s'engage dans l'armée et est commissionné en 1986. Il suit les cours du South African Air Force Command and Staff College, puis d'autres cours de formation de l'armée de l'air. Entre 1990 et 1994, Muhire occupe divers postes de commandement sur le terrain. De 1995 à 1997, il est chef des plans, des opérations et de la formation au quartier général de l'Armée patriotique rwandaise. Il est ensuite nommé chef d'état-major de l'armée de l'air rwandaise. En juillet 2007, il est décoré de l'Ordre d'honneur pour sa bravoure et sa résistance pendant la guerre civile rwandaise de 1990-1994.
En avril 2010, le président Paul Kagame annonce un remaniement du commandement militaire et, quelques jours plus tard, ordonne l'arrestation de Muhire, accusé de corruption, et du général de division Emmanuel Karenzi Karake, accusé de conduite immorale. Les arrestations sont faites à la suite d'articles de presse selon lesquels les deux hommes, considérés comme des figures populaires et influentes de l'armée, avaient des désaccords avec Kagame. Elles ont eu lieu quelques semaines après la fuite de l'ancien chef d'état-major, le lieutenant-général Kayumba Nyamwasa, en Afrique du Sud, et sont immédiatement suivies par l'arrestation de Victoire Ingabire, qui avait annoncé son intention de se présenter à l'élection présidentielle d'août 2010.
Muhire est libéré de prison en 2011 après avoir présenté des excuses à ses supérieurs militaires.